# جورج كونينغهام (لاعب كرة قاعدة)
جورج كونينغهام (بالإنجليزية: George Cunningham)‏ هو لاعب كرة قاعدة أمريكي، ولد في 13 يوليو 1894 في ستورغين ليك في الولايات المتحدة، وتوفي في 10 مارس 1972 في تشاتانوغا في الولايات المتحدة.

## وصلات خارجية
- جورج كونينغهام على موقعبيزبول رفرنس.كوم (الدوري الرئيسي) (الإنجليزية)
- جورج كونينغهام على موقعبيزبول رفرنس.كوم (الدوري الثانوي) (الإنجليزية)